# Diego Molea
Diego Alejandro Molea (Lomas de Zamora, 12 de enero de 1973) es un abogado, político y docente argentino, hincha y socio vitalicio del Club Atlético Temperley, que en la actualidad se desempeña como rector de la Universidad Nacional de Lomas de Zamora (UNLZ) e integrante del Consejo de la Magistratura de la Nación. Es Rector desde el año 2012, luego de haber sido reelegido por unanimidad en 2015 y 2019 para continuar al frente de la institución hasta 2024. Hasta 2016 ejerció el cargo de presidente del Colegio de Abogados del Departamento Judicial de Lomas de Zamora (C.A.L.Z.)
El 28 de marzo de 2018, fue elegido consejero de la Magistratura de la Nación en representación del ámbito Académico para el período 2018-2022. Molea contó con el apoyo unánime de sus colegas en el 79.º Plenario de Rectores del Consejo Interuniversitario Nacional (CIN) realizado en Jujuy. Desde el 18 de febrero de 2021 hasta el 17 de marzo de 2022 presidió dicho organismo.

## Trayectoria profesional
Diego Molea es abogado egresado de la Facultad de Derecho de la Universidad Nacional de Lomas de Zamora (UNLZ). 
En la actualidad, es rector de la Universidad Nacional de Lomas de Zamora e integrante del Consejo de la Magistratura de la Nación. Fue designado conjuez de la Exma. Cámara Federal de Apelaciones del Departamento Judicial de Lomas de Zamora, designado por la Suprema Corte de Justicia de Buenos Aires. 
El 28 de marzo de 2018, fue elegido consejero de la Magistratura de la Nación en representación del ámbito Académico para el período 2018-2022. Durante el año 2020 presidió la Comisión de Disciplina y Acusación Archivado el 15 de abril de 2020 en Wayback Machine..
Desde 2019, es director del Centro de Estudios Judiciales de la Universidad Nacional de Lomas de Zamora.
Fue presidente del Colegio de Abogados del Departamento Judicial de Lomas de Zamora (en los períodos 2008-2012 y 2012-2016) y consejero de la Magistratura de la Provincia de Buenos Aires (períodos 2010-2014 y 2014-2016). También ejerció como vicerrector y vicedecano de la Facultad de Derecho de la UNLZ, entre otros cargos en el ámbito universitario.
En cuanto a su formación, realizó un Doctorado en Derecho (tesis en curso) y una Maestría en Business Administration en la Universidad de Baltimore (EE. UU.). También, hizo un Posgrado Internacional en Políticas Públicas, dictado conjuntamente por la Universidad Carlos III de Madrid (UC3M) y la Universidad del Salvador (USAL).
En el ámbito de la docencia se desempeña como profesor titular de la asignatura Derecho Político en la Universidad Nacional de Lomas de Zamora y la Universidad del Este, y es docente Adjunto de la materia derecho Público en la Universidad de Buenos Aires (UBA).